# ニコライ・チェルヌイシェフスキー
ニコライ・ガヴリーロヴィチ・チェルヌイシェフスキー（ロシア語: Никола́й Гаври́лович Черныше́вский、英語: Nikolai Gavrilovich Chernyshevskii、1828年7月24日 - 1889年10月29日）は、ロシアの「革命的民主主義者」、哲学者、経済学者。ナロードニキ運動の創設者の一人。マルクスとレーニンによって高く評価された。

## 経歴

### 生い立ち
1828年7月24日ロシア帝国のサラトフで聖職者の家庭に生まれる。少年期から語学の才能に恵まれていた。神学校を中退した後、サンクトペテルブルク大学歴史・哲学部に入学する。大学在学中、当時のロシアにおける専制政治（ツァーリズム）や農奴制に対する批判と1848年にフランス二月革命を契機にヨーロッパ諸国に拡大した諸国民の春に影響を受けて、唯物論、無神論、社会主義に傾斜していった。1850年サンクトペテルブルク大学を卒業する。帰郷し中等学校（ギムナジア、ギムナジウム）で教師となり教壇に立つ。

## 評論活動および流刑
1853年再びサンクトペテルブルクに上京し、評論・執筆活動に入る。1855年クリミア戦争の最中、皇帝ニコライ1世の死去を契機としてチェルヌイシェフスキーは翌1856年から雑誌『現代人』（同時代人とも）の編集と執筆者となり、アレクサンドル2世によって醸成されたクリミア戦争後の改革期にニコライ・ドブロリューボフとともに活躍した。農奴解放問題でチェルヌイシェフスキーは、農奴に無償で土地を付与して本当の意味での解放を目指すことと、未来の社会主義建設のために農村共同体（ミール）の維持を主張し、従来の地主や貴族の利害を保護し改革を不徹底な物に堕してしまったとして、当時のインテリゲンチアの先頭に立ってツァーリの政府、および政府と妥協した自由主義者を激しく攻撃した。1861年には、不徹底な農奴解放令に反対する立場から、学生運動に支援を与えたり、民衆蜂起をめざす全ロシア農民革命のための秘密結社組織をめざしたりしたが、このことが当局に忌避され、翌1862年6月に逮捕された。
1864年懲役7年・シベリア終身流刑の判決を受ける。終身刑となったことにより、以降の約20年間をシベリアの流刑地ヴィリュイスクでおくった。厳しい流刑生活により次第に健康が蝕まれたこともあり、流刑先ではかつての激しさをもった活動する思想家とは、別人のようであったと伝えられる。
1889年に病気のため、帰郷を許される。同年10月29日脳溢血のため、死去。61歳。

## 思想と影響
- 空想的社会主義の影響を強く受けている。同時代のロシアの小説家ドストエフスキーも参加していたペトラシェフスキー・サークルに参加していた。
- チェルヌイシェフスキーは、その思想的形成においてフォイエルバッハから大きな影響を受けた。チェルヌイシェフスキーは、フォイエルバッハに依拠しながらも、独自に戦闘的唯物論を展開していった。また、ヘーゲル美学に対しては、『現実に対する芸術の美学的関係』（1855年）、『哲学の人間学的原理』（1860年）などの論文を著し、これを批判した。
- 文芸評論の分野では、『ロシア文学のゴーゴリー時代概観（概況）』（1855年から56年）を発表し、この分野での先達たるベリンスキーのリアリズムに基づいた文学観・芸術観の伝統を継承し、発展させていった。
- 経済学では、『J･S･ミルの‘経済学原理’への注解』（1860年）や、『農村共同体論』などを記した。チェルヌイシェフスキーは、クリミア戦争後のロシア社会が初期資本主義経済の段階に突入したと喝破し、イギリスに代表される先進資本主義諸国が、資本家による労働者の残虐な収奪による悲惨な状況をロシアにおいて回避すべく、農村共同体（ミール）に着目した。このミールによって本来、経済史的に後進地域であるロシアは、西欧の先進国を反面教師とし、後進性を逆に優位たらしめるものと着目した。また、チェルヌイシェフスキーは単に資本主義に対して批判的な態度を取ったのではなく、特に産業革命と結合した社会における生産力の拡大を積極的に評価した。チェルヌイシェフスキーは、ロシアのスラブ派にあった単なるミールの理想視とも、西欧の状況に絶望してミールに期待したゲルツェンらとも異なり、西欧社会主義の最終的勝利とその準備段階として、長い年月の経過を予想していた。当初、マルクスは、チェルヌイシェフスキーに関心を示したとされるが、革命に関して両者には相違がある。

## 同時代社会あるいは後世への影響、評価
- 1863年に獄中で著した長編小説「何をなすべきか（ロシア語版、英語版）」は出版後すぐに発禁処分となったが、ナロードニキの革命理論に基づくユートピア小説が、当時のロシア青年に大きな影響を与えた。
- ロシア革命の指導者レーニンも同名の本を著すなど愛読していたことで有名。レーニンらを感動させた小説『何をなすべきか』（1863年）は、革命家に対して厳しい自己陶冶を説くとともに、協同社会の建設、男女の不平等と女性の社会的自立の問題を取り上げ、同時代に生きる急進的な文化人を強く引きつけて、後世、ロシア・東欧における女性解放・フェミニズムを含む社会運動上、巨大な影響を及ぼすこととなった。だが一方では、反自由主義的思想などの面でもレーニンに影響を与えた（ドミトリー・ヴォルコゴーノフ「レーニンの秘密」）。
- 小説『ロリータ』で知られるウラジーミル・ナボコフには、ロシア語で書いた長篇小説『賜物』という作品がある。この小説のなかでナボコフは、「作家志望の主人公が発表した伝記作品」という体裁を借りて、きわめて戯画的でウィットに富んだチェルヌイシェフスキーとその家族、および同時代人たちの群像を呈示するための伝記を創作している。

## 邦訳
- 何を為すべきか 神近市子訳 南北書院 1931
- 現実に対する芸術の美学的関係 石山正三訳 日本評論社 1948 (世界古典文庫)
- 何をなすべきか 石井秀平訳 新星社 1948
- 「J.S.ミル経済学原理」への評解 西沢富夫訳 岩波文庫 1951
- 哲学の人間学的原理 松田道雄訳 岩波文庫 1955、度々復刊
- 資本と労働 石川郁男訳 未来社 1965
- 何をなすべきか 金子幸彦訳 岩波文庫 (上下) 1978-80
- 革命的民主主義教育論 1 ベリンスキー,チェルヌィシェフスキー 小沢政雄,海老原遥訳 明治図書出版 1978.10 (世界教育学選集）
- 「J.S.ミル経済学原理」への評解 副島種典訳 岩波書店 1979
- 農村共同体論 石川郁男訳 未来社 1983.11
- 何をなすべきか 浪江啓子訳 新読書社 1985.7
- チェルヌィシェーフスキー著作選集 1・2 森宏一訳 同時代社 1986-87
- 宛名のない手紙：チェルヌイシェフスキー哲学的論戦珠玉 多和田栄治編訳 白水社 2025